# Leiopsammodius scabrifrons
Leiopsammodius scabrifrons är en skalbaggsart som beskrevs av Walker 1871. Leiopsammodius scabrifrons ingår i släktet Leiopsammodius och familjen Aphodiidae. Inga underarter finns listade i Catalogue of Life.